# Carlos Alberto Juárez
Carlos Alberto Juárez Devico (Buenos Aires, 24 aprile 1972) è un ex calciatore argentino naturalizzato ecuadoriano, di ruolo attaccante. Figura all'ottavo posto della classifica dei realizzatori della Primera Categoría Serie A.

## Caratteristiche tecniche
Giocò come attaccante. Aveva una corporatura possente, e la sua posizione caratteristica era quella di centravanti, che raramente lasciava la metà campo avversaria.

## Carriera

### Club
Iniziò nel Lanús, società del Paese d'origine, ma ben presto si trasferì in Uruguay, ove trascorse tre stagioni con il Wanderers di Montevideo. Dopo una stagione in Messico, tornò brevemente in Argentina per disputare con il Lanús la Primera División 1995-1996. Terminato il torneo, Juárez si trasferì in Ecuador, nazione che lo consacrò calcisticamente. Approdato all'Emelec, vi giocò dal 1996 al 1999, segnandovi più di sessanta gol. Le sue prestazioni richiamarono l'attenzione dei peruviani dello Sporting Cristal, e Juárez vi si trasferì; con la nuova maglia, le marcature furono dodici in diciotto partita. Fu in seguito naturalizzato ecuadoriano, e tornò all'Emelec, dove superò le cento reti totali. Il Real Murcia gli diede per la prima volta la possibilità di misurarsi con il calcio europeo, contrattandolo in vista della seconda parte della Primera División spagnola 2003-2004 insieme al difensore della Nazionale Iván Hurtado nel gennaio del 2004, dopo che il calciatore si era svincolato dall'Emelec. Nel giugno dello stesso anno ebbe delle difficoltà durante il suo trasferimento alla LDU di Quito, a causa di un contenzioso con l'Emelec riguardo alla proprietà dei suoi diritti sportivi. Nel settembre 2004 fu inoltre al centro di un caso di doping, poiché era risultato positivo a un controllo in seguito alla partita contro l'Aucas dell'11 agosto del medesimo anno; a seguito alla conferma del risultato del test, il giocatore venne sospeso per sei mesi dall'attività calcistica. Tornato a calcare i campi da gioco, terminò la carriera nel 2007. Grazie alla sua lunga militanza nell'Emelec, è considerato uno dei calciatori più rappresentativi della storia della società e, superata nel luglio 2007 la soglia delle 121 marcature (ne realizzò in totale 146 al termine della sua esperienza calcistica con la maglia blu), ne è il miglior realizzatore di sempre.

### Nazionale
In seguito alla sua naturalizzazione, Juárez fu convocato per partecipare alle qualificazioni per il campionato mondiale di calcio 2002, e vi giocò quattro partite. La sua esperienza con la Nazionale ecuadoriana si svolse nel solo anno 2000.

## Palmarès

### Club

#### Competizioni nazionali
- Campionato ecuadoriano: 2

Emelec: 2001, 2002
- Campionato uruguaiano: 1

Nacional: Clausura 2006

### Individuale
- Capocannoniere della Coppa Merconorte: 1

1998 (4 reti)
- Capocannoniere della Primera Categoría Serie A: 1

2001 (17 gol)